# Блох, Михаил Фёдорович
Михаи́л Фёдорович Блох (Моисей / Моше Фебович Блох; 1 [13] сентября 1885, Варшава — около 1919–1920, Петроград или Смоленск) — русский скульптор еврейского происхождения, сторонник академизма, заметная фигура среди петербургских ваятелей времён Серебряного века и первых советских лет, ученик Владимира Беклемишева и Гуго Залемана; мастер станковой и монументальной пластики, участник плана «монументальной пропаганды», также известен как портретист.

## Биография
Родился в Варшаве в еврейской семье. Учился в Одесской художественной школе.
В 1906—1913 годы учился в Высшем художественном училище при Академии художеств в Петербурге, в скульптурной мастерской В. А. Беклемишева.
В 1913 году получил звание художника за скульптуру «Дафнис и Хлоя».
Работал в области станковой скульптуры; создавал жанровые композиции, портреты.
Среди его произведений: «Голодные» (1907), «Охота» (1912), «Клад» (1914, 1-я премия им. А. И. Куинджи), «После боя» (1915), «Защита» (1916, 1-я премия на конкурсе ИАХ), «Прометей» (1917, премия принцессы Ольденбургской на конкурсе Общества поощрения художеств).
Как отмечают в Русском музее, в период с 1913 по 1918 год Блох исполнил серию «психологических портретов» современников. Это были портреты В. Ф. Комиссаржевской (1910), И. И. Бродского (1915), И. Е. Репина (1916), П. В. Самойлова в роли Гамлета (1917), А. М. Горького (1917—1918), К. И. Чуковского (1918) и прочих. Недавно был атрибутирован его бюст Владимира Бехтерева, уникальный своей двухголовостью.
Член и экспонент Еврейского общества поощрения художеств (1915—1918). Экспонировался на Весенних выставках в залах ИАХ (1907, 1911, 1913—1916), Выставке произведений искусства в пользу инвалидов-поляков (1916), ТПХВ (1916, 1917). Занимался преподавательской деятельностью.

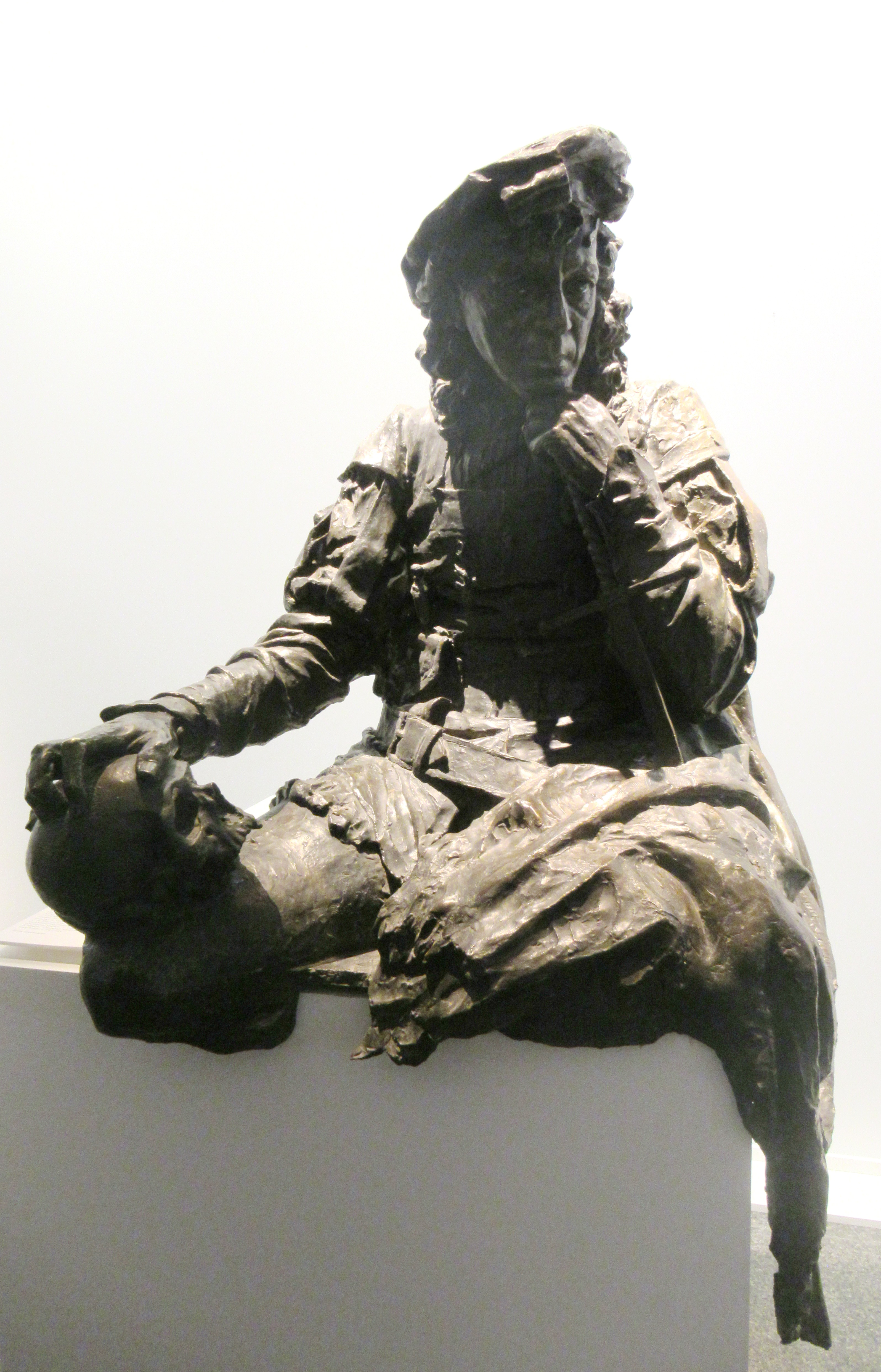
Павел Самойлов в роли Гамлета, 1916
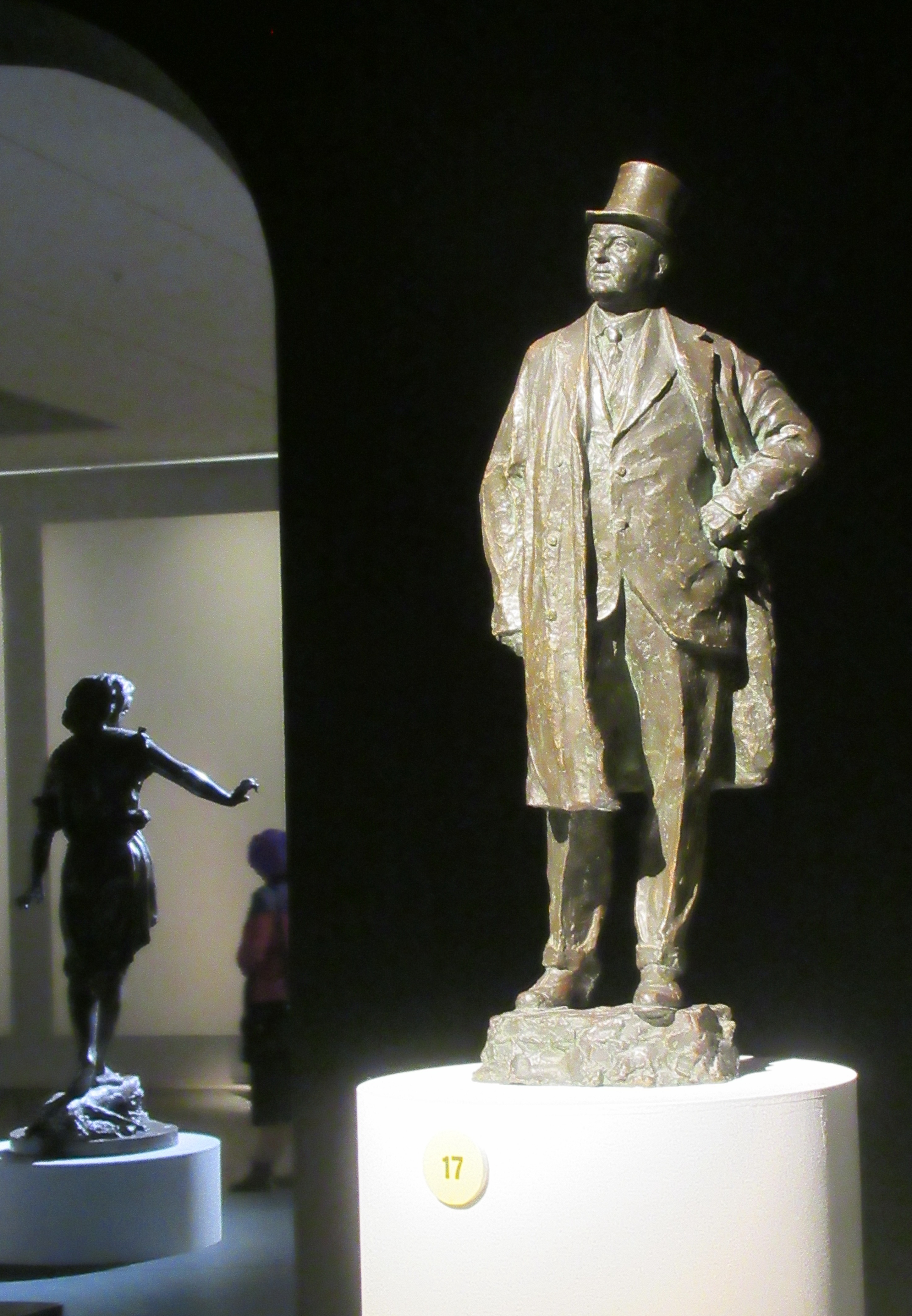
Художник Константин Горбатов, 1916
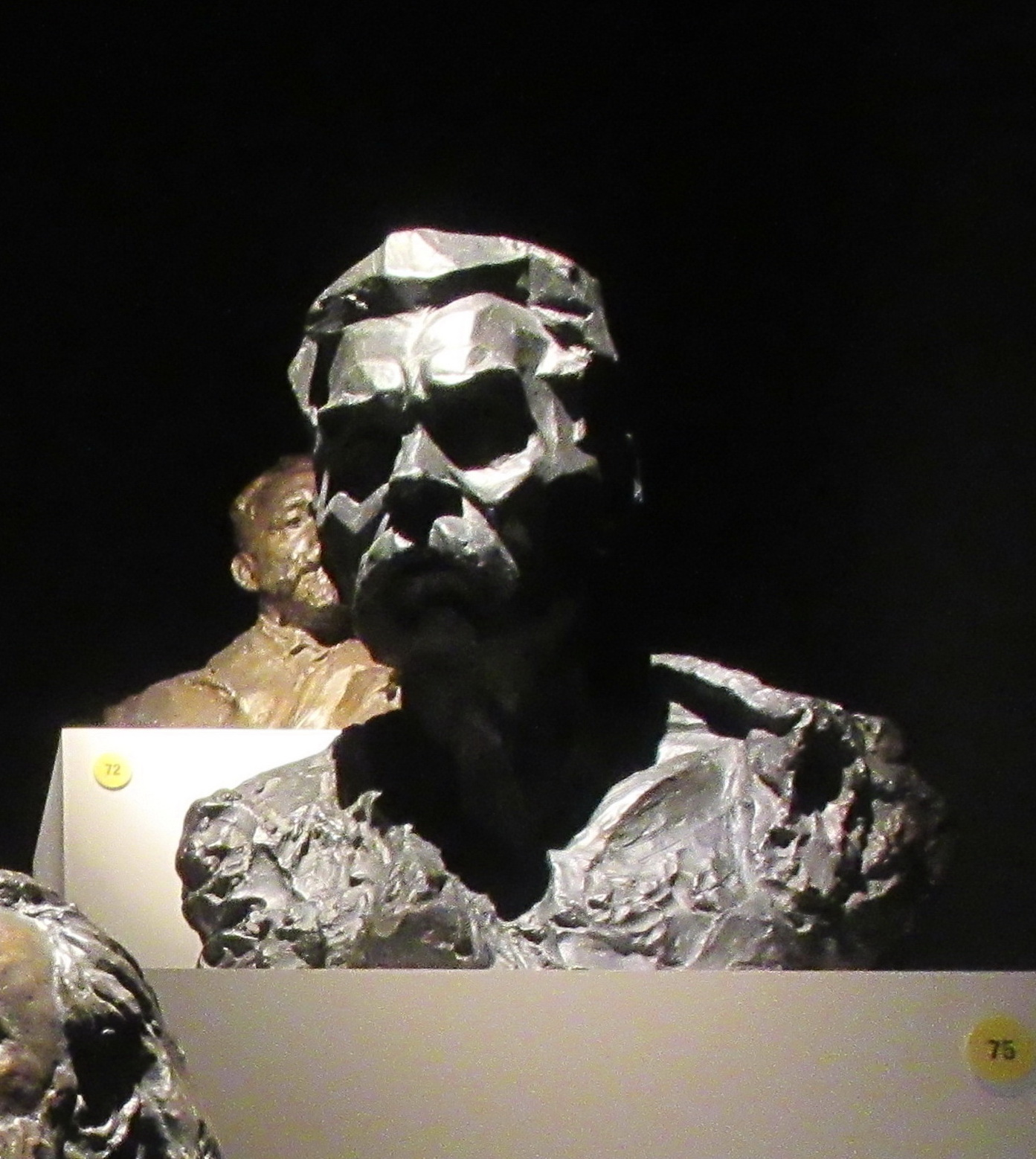
Максим Горький, 1918

### После 1917 года

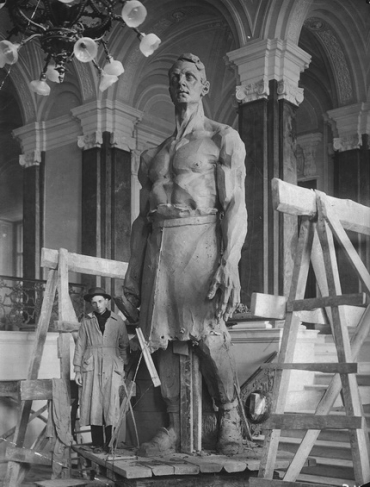
Блох и «Великий металлист» в мастерской (1918)

После Революции остался в стране. Стал первым председателем профессионального Союза работников искусств (Сорабис).

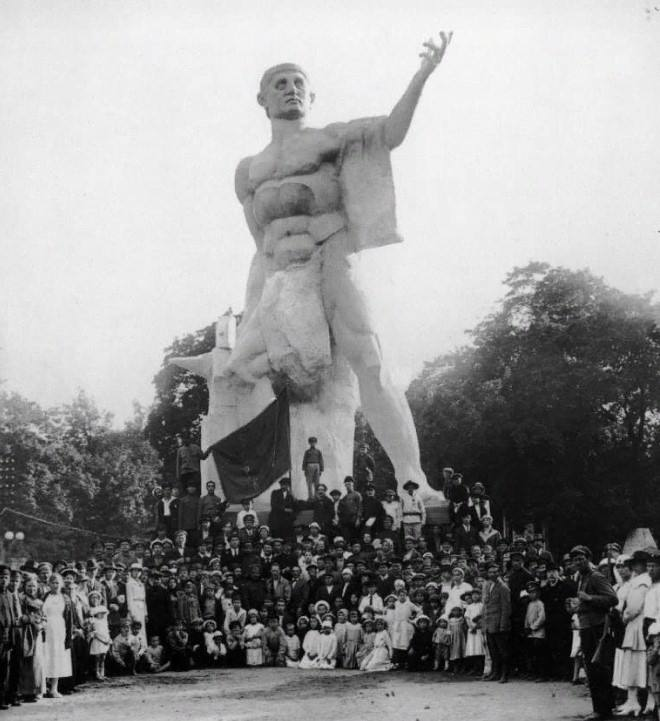
20 июня 1920 г. Открытие памятника «Освобожденному труду» на Каменном острове. Гениталии уже прикрыты «фартуком»

Участвовал в реализации плана монументальной пропаганды, в рамках которого выполнил памятники:
- Памятник «Великий металлист (Красный металлист)», созданный в стенах Дворца Труда и установленный перед этим зданием в ноябре 1918 года, был утрачен в конце 1919 года[8]
- В. Володарскому (1918, не сохр.), Профсоюзов бульвар (Конногвардейский бульвар). Открыт 22 июня 1919 г. Фигура в рост. Гипс тонированный[9] . Взорван 5 мая 1921 г., в праздник Красного флота членами Таганцевской организации
- «Для отдыха трудящихся» (1920, не сохр.) на острове Трудящихся (Каменный остров). Утрачен в 1920-е гг.[10]. Архитекторы: Фомин И. А., Троцкий Н. А. Художник: Чехонин С. В.
- Проект памятника Карлу Либкнехту и Розе Люксембург. Витрина с премированными проектами была установлена перед Зимним дворцом в июле 1920 года[11]
- Был автором скульптуры «Освобожденный труд» («Пролетарий»), на Острове Трудящихся (Каменный остров), которая вызвала скандал своей «античной наготой»[5], о котором пишет в своих воспоминаниях художница В. М. Ходасевич, принимавшая участие в проекте[12]. Архитектор: Фомин И. А. Открыт в июне 1920 г., утрачен в 1920-е годы[13].

В 1919 за композицию «Рабочий и крестьянин» удостоен 1-й премии на конкурсе «Великая русская революция».

### Смерть
Обстоятельства и точная дата смерти Блоха не ясны. Сообщается, что он был расстрелян в годы Гражданской войны по обвинению в шпионаже в пользу Польши.
Моисей Лазерсон (в сборнике «В советском лабиринте», 1932) рассказывал об обстоятельствах его смерти следующее: жена художника с сыном в 1917 уехала на родину в Варшаву. В 1920 году было перехвачено письмо от него к ней, в котором он неодобрительно высказывался о советской власти, «На основании этого письма Блох был арестован и увезен из Петербурга. Он был обвинен в соучастии в шпионаже в пользу Польши и несмотря на неоднократные ходатайства друзей расстрелян осенью 1920-го года». Энциклопедия «Еврейский Петербург» указывает местом его смерти Смоленск, руководствуясь сведениями Лазерсона.
Павел Филонов (в дневнике за 19 марта 1932 года) записывает:
Приходил т. Гурвич. (…) Он сказал, что скульптор Блох, первый председатель Сорабиса, действительно был расстрелян. Дело было так: на польском фронте в гражданскую войну между Гродно и Белостоком, где, кажется, в 10-й армии Гурвич работал со штабом армии, красноармейцы арестовали на большой дороге женщину. Она оказалась племянницей Пилсудского. Гурвич делал ей допрос. Дважды её подводили к яме для расстрела, так как она отмалчивалась. Гурвич проговорил с нею ночь напролет, расспрашивая и убеждая, и наконец она дала нужные показания. По её словам, в польском штабе была группа военспецов, которые полагали, что, если большевизм не победит, Польша станет колонией Франции, и тяготели к большевикам. Она свела этих офицеров со штабом красных войск, и они сдали красным списки всех шпионов, работавших для польской армии. В числе шпионов было имя Блоха и его жены с указанием цели их шпионажа. Блох должен был втереться в доверие к Зиновьеву. В Ленинград была послана телеграмма о немедленной высылке Блоха на фронт. Гурвич делал Блоху допрос. Вначале Блох запирался. Он говорил: «Ведь вы же, Гурвич, знаете меня — я покупал ваши картины». Потом он признался. Много телеграмм с требованием освободить Блоха было получено за время его ареста и допроса из разных мест, начиная с Зиновьева. После признания Блоха расстреляли. Жена его, бывшая в Польше, осталась безнаказанной поныне. Племянница Пилсудского стала большевичкой и до сих пор работает в партии.
В 2015 году в публикации дневника юриста Николая Таганцева в примечаниях указано без источника, что Блох «в 1920 г. расстрелян чекистами за спекуляцию».